# C-Mania
『C-Mania』（シーマニア）は、2009年4月5日から2015年2月22日まで日本テレビで放送されていた広報番組である。

## 概要
日本テレビで流れているCMをクイズ番組形式で紹介していたミニ番組。番組はそれらを「旬のCM雑学」と称して紹介していた。
番組はリポーターのダベアがCMの商品を取り扱っている店を訪れ、そこの担当社員から話を伺う形式で進行。担当社員は話の途中で取扱商品に関するクイズを出題し、その際にCMの映像を流した。CMはクイズの前振りで流す場合もあれば、シンキングタイム中に流す場合もあった。
基本的には毎週日曜 23:26 - 23:30（日本標準時）に放送されていたが、選挙特別番組の放送日と重なった場合には放送休止となった。また、不定期である程度まとまった期間放送を休止し、代わりにガイドを編成する場合があった。
2015年2月7日、日本テレビが同年4月の改編で23時から翌日1時（25時）までの番組編成を強化することがアナウンスされた。この改編により、本番組の前座番組となっていた『ダウンタウンのガキの使いやあらへんで!!』は『日曜ドラマ』枠の新設によって29分繰り下げとなるが、本番組の処遇については未定となっていた。しかし、番組は同年2月22日放送分を最後に放送されておらず、その後も4月の改編前までガイドへの差し替えが続けられた。
番組の動画は、テレビ放送の翌日から日テレオンデマンドで公開されていた。

## ナレーター
- 森圭介（日本テレビアナウンサー）
- 佐藤良子（日本テレビアナウンサー）
- 延友陽子（日本テレビアナウンサー）

## スタッフ
- 制作協力：AX-ON
- 製作著作：日本テレビ